# The Falling Man
The Falling Man är ett fotografi taget av Richard Drew på Associated Press, av en man som föll från World Trade Centers norra torn under 11 september-attackerna.  Identiteten på den fallande mannen har aldrig bekräftats officiellt men klädseln tyder på att det kan det ha varit en anställd från Windows on the World-restaurangen högst upp i norra tornet som hade konferensgäster och frukostservering vid det tillfälle då Flight 11 rammade byggnaden vid kl. 8.46 lokal tid (EDST).
En film tillägnad mannen spelades in 2006.